# فيلي أوربان
فيلي توماس أوربان (بالألمانية: Willi Thomas Orban) (مواليد 3 نوفمبر 1992) هو لاعب كرة قدم مجري ، يلعب حاليًا لنادي لايبتسيغ الألماني في مركز قلب الدفاع.

## مسيرته الكروية
لعب فيلي أوربان خلال مسيرته الاحترافية مع 3 أندية في أحد عشر موسمًا وسجل خلالها 26 هدفًا ضمن 225 مباراة. ولم يفز بأي موسم بالكأس أو بالدوري.
خاض فيلي أوربان مسيرته مع نادي كايزرسلاوترن في موسم 2011–12 ليلعب معه أربعة مواسم، مشاركًا في 68 مباراة سجل خلالها 7 أهداف. ثم انتقل إلى نادي آر بي لايبزيغ في موسم 2015–16 ليلعب معه خمسة مواسم، حيث شارك في 122 مباراة سجل خلالها 12 هدفًا.

## روابط خارجية
- فيلي أوربان على موقع الاتحاد الدولي (مؤرشف)  (الإنجليزية)
- فيلي أوربان على موقع الاتحاد الأوربي (الإنجليزية)
- فيلي أوربان على موقع قاعدة بيانات كرة القدم.إي يو (الإنجليزية)
- فيلي أوربان على موقع بيانات كرة القدم. دي إي (الألمانية)
- فيلي أوربان على موقع ليكيب (الفرنسية)
- فيلي أوربان على موقع ناشيونال فوتبول تيمز (الإنجليزية)
- فيلي أوربان على موقع Soccerway.com (الإنجليزية)
- فيلي أوربان على موقع عالم كرة القدم.نت (الإنجليزية)
- فيلي أوربان على موقع AS.com (الإسبانية)